# Kenali (Buay Sandang Aji)
Kenali is een bestuurslaag in het regentschap Ogan Komering Ulu Selatan van de provincie Zuid-Sumatra, Indonesië. Kenali telt 1608 inwoners (volkstelling 2010).